# Fortress Investment Group
Fortress Investment Group (nota anche come Fortress) è una società statunitense di private equity, fondata nel 1998 a New York da Wesley R. Edens, Rob Kauffman e Randal Nardone, e quotata come primo Fondo speculativo alla Borsa di New York il 9 febbraio 2007. Nel dicembre 2017, Fortress è stata interamente acquisita dal Gruppo SoftBank per 3,3 miliardi di dollari,, cancellata dalla quotazione ed è tornata ad essere una società privata.Nel maggio 2023, Softbank ha ceduto una partecipazione di maggioranza di Fortress a Mubadala Investment Company, fondo sovrano degli Emirati Arabi Uniti, per una cifra non divulgata.
La società gestisce oltre 44,7 miliardi di dollari di asset in gestione al 30 giugno 2023 per conto di oltre 1.900 clienti istituzionali e investitori privata.

## Storia
Fortress Investment Group LLC è stata fondata nel 1998 come gestore patrimoniale privato da Wesley R. Edens, ex partner di BlackRock, e Robert Kauffman e Randal A. Nardone, entrambi ex dirigenti di UBS. Nel 2002 Peter Briger e Michael Novogratz di Goldman Sachs si sono uniti come co-partner. L'attività si espanse presto in fondo hedge, transazioni immobiliari e protezione del debito, aumentando i suoi depositi del 39,7% tra il 1999 e il 2006.
Alla fine di settembre 2006, l'azienda deteneva 17,5 miliardi di dollari in private equity, 9,4 miliardi di dollari in hedge fund e gestiva due società di investimento quotate in borsa: Newcastle Investment Corp. ed Eurocastle Investment Ltd. Nello stesso anno, Fortress ha pagato il candidato presidenziale democratico del 2008 e il senatore John Edwards, che ha investito lui stesso $ 16 milioni, $ 479.512 per un lavoro part-time.
Fortress ha effettuato alcuni investimenti di private equity in società quotate in borsa come GateHouse Media (quotidiani), Aircastle Ltd. (vendita e noleggio di aerei) e "Brookdale Senior Living Inc."
La Florida East Coast Industries (FECI), operatore della Florida East Coast Railway , è stata acquistata nel maggio 2007 per 3,5 miliardi di dollari. Il 15 giugno 2007, Fortress, insieme a Centerbridge Partners LP, ha acquistato Penn National Gaming dagli azionisti per $ 6,1 miliardi, assumendo $ 2,8 miliardi di debito dell'operatore del casinò.
Nel 2007, Fortress ha acquisito azioni nel troll di brevetti IPCom. Nel 2014, il resto della Montréal, Maine and Atlantic Railway è stato acquisito e da allora è stato utilizzato come Central Maine e Quebec Railway.
Nel 2017, la società è stata acquisita dalla holding finanziaria multinazionale giapponese Softbank Group Corp. acquistato per 3,3 miliardi di dollari.
Nel settembre 2022, Bloomberg ha annunciato l'avvicinamento del passaggio di Fortress Investment Group dalla controllante Softbank Group Corp. al fondo sovrano degli Emirati Arabi Uniti Mubadala Investment Company. Mubadala avrebbe dovuto acquisire il 60% delle quote per 3 miliardi di dollari dal gruppo SoftBank. Si prevedeva che l’accordo si concludesse entro l’inizio del 2024 e avrebbe lasciato Mubadala con una partecipazione totale del 70% in Fortress. Tuttavia, l’accordo sugli investimenti era al vaglio del Comitato per gli investimenti esteri negli Stati Uniti (CFIUS). L'investimento previsto da Mubadala era motivo di preoccupazione per gli Stati Uniti per le crescenti relazioni degli Emirati Arabi Uniti con la Cina. Il 23 maggio 2023 il management di Fortress e Mubadala Investment Company acquisiscono Fortress Group. Il team dirigenziale di Fortress deterrà una cospicua quota azionaria.